# Sarat Maharaj
Sarat Maharaj (Durban, 1951) è un docente sudafricano di origini indiane.

## Biografia
Nato in Sudafrica, ha compiuto gli studi durante gli anni dell'Apartheid. Ha conseguito il dottorato di ricerca in Gran Bretagna analizzando la dialettica del modernismo e della cultura di massa, nell'arte britannica del dopo guerra.
Dal 1980-2005 è stato professore di storia e teoria dell'arte al Goldsmiths College di Londra, dove è ancora visiting research professor. Dal 1999 al 2001 è stato ricercatore presso il Jan Van Eyck Akademie di Maastricht. Tra il 2001 e il 2002 è stato il primo professore Rudolf Arnheim, all'Humboldt-Universität di Berlino.
I suoi lavori di ricerca e le sue pubblicazioni si concentrano su Marcel Duchamp, James Joyce e Richard Hamilton.
È l'autore dei seguenti saggi: Visual Art as Knowledge Production & Non-Knowledge; Textiles; Cultural Translation. Con Liu Sola e Kofi Koko ha pubblicato gli studi ‘Image, sound, movement and consciousness studies’ del Knowledge Labs 2005 & 2006, Haus der Kulturen der Welt, Berlin.
Nel 2007 ha organizzato New Media Art Lab a Banff in Canada e nel maggio 2009 Visual Arts/New Media Knowledge Lab, a Toronto.
È stato co-curatore di Documenta X 1, a Kassel, nel 2002.
Con Richard Hamilton ed Ecke Bonk, ha curato “Retinal. Optical. Visual. Conceptual on Marcel Duchamp”, mostra tenutasi nel 2002 al Boijmans Van Beuningen di Rotterdam.
È stato co-curatore della Farewell to Postcolonialism' … Towards a Post-Western Modernity, alla Triennale di Guangzhou e nel 2008 editor/curator di Printed Projects 11 (Dublin) 'Querying the GT 2008', Republic of Ireland/Northern Ireland al padiglione della Biennale di Venezia nel 2009.
Sarat Maharaj è stato il co-curatore della Biennale di San Paolo, Conoscenza e politica dell'arte, nel 2010.
Nel febbraio 2010 ha partecipato al seminario Lost in Translation alla Triennale di Milano, durante il quale ha presentato il suo saggio Perfidious Fidelity, per la prima volta tradotto in lingua italiana.
Attualmente è Professore di Visual Art & Knowledge Systems, presso la Lund University & the Malmö Art Academies, in Svezia.

## Opere
- Gao Shiming, Sarat Maharaj, Chang Tsong-zung, Farewell to Post-Colonialism the Third Guangzhou Triennial,  Guangdong Museum of Art 2008.
- Sarat Maharaj, Xeno-epistemics: makeshift kit for sounding visual art as knowledge production and retinal regimes in Gerty Fitzeck, Documenta XI_Paltform 5: Exhibition: the catalogue, Kassel 2002, pp. 71–84.